# Simrishamns sparbank
Simrishamns sparbank var en sparbank med säte i Simrishamn.
Banken grundades 1853. 1950 uppgick Gladsax sparbank. Vid en fusion med Östra Tommarps sparbank ändrades namnet till Simrishamn-Tomarps sparbank. Efter ännu en fusion 1968 med Södra Mellby, Vitaby och Sankt Olofs sparbank ändrades namnet till Österlens sparbank. Alla dessa banker hade sina huvudsakliga verksamhetsområden inom nuvarande Simrishamns kommun. Österlens sparbank slogs samman med Ystads sparbank 1984 för att bilda Sparbanken Syd.